# Albertin Disseaux
Albertin Disseaux (Boussu-Bois, 17 de novembre de 1914 - Aulnay-sous-Bois, 10 de juliol de 2002) va ser un ciclista belga que fou professional entre 1936 i 1946.
Al seu palmarès destaca la victòria al Tour del Nord i el Tour de l'Oest de 1936. El 1939 quedà setè a la classificació general del Tour de França.

## Palmarès
- 1936
  - 1r al Trofeu nacional belga
  - 1r al Tour del Nord
  - 1r al Tour de l'Oest
- 1942
  - 1r a la Bordeus-Angoulème
- 1943
  - 1r al Circuit de París
- 1944
  - 1r a la París-Dijon

### Resultats al Tour de França
- 1937. No surt (17a etapa)
- 1938. 12è de la classificació general
- 1939. 7è de la classificació general